# Lithacodia clandestina
Lithacodia clandestina là một loài bướm đêm trong họ Noctuidae.